# 8740 Václav
8740 Václav là một tiểu hành tinh vành đai chính với chu kỳ quỹ đạo là 1794.2209936 ngày (4.91 năm).
Nó được phát hiện ngày 12 tháng 1 năm 1998.